# Liste der Biografien/Schneiderm
Liste der Biografien |
Portal Biografien |
Personensuche
# |
A |
B |
C |
D |
E |
F |
G |
H |
I |
J |
K |
L |
M |
N |
O |
P |
Q |
R |
S |
T |
U |
V |
W |
X |
Y |
Z |
?
 
Sa |
Sb |
Sc |
Sd |
Se |
Sf |
Sg |
Sh |
Si |
Sj |
Sk |
Sl |
Sm |
Sn |
So |
Sp |
Sq |
Sr |
Ss |
St |
Su |
Sv |
Sw |
Sy |
Sz
 
Sca–Sce |
Sch |
Sci–Scz
 
Scha |
Schc |
Schd |
Sche |
Schg |
Schi |
Schj |
Schk |
Schl |
Schm |
Schn |
Scho |
Schp |
Schr |
Schs |
Scht |
Schu |
Schv |
Schw |
Schy
 
Schna |
Schne |
Schni |
Schno |
Schnu |
Schny
 
Schneb |
Schnec |
Schned |
Schnee |
Schneg |
Schneh |
Schnei |
Schnek |
Schnel |
Schnep |
Schner |
Schnet |
Schneu |
Schnew |
Schney |
Schnez
 
Schneib |
Schneic |
Schneid |
Schneie |
Schneik |
Schneis |
Schneit
 
Schneida |
Schneide |
Schneidh |
Schneidl |
Schneidm |
Schneidr |
Schneidt
 
Schneidem |
Schneiden |
Schneider |
Schneidew
 
Schneider, A |
Schneider, B |
Schneider, C |
Schneider, D |
Schneider, E |
Schneider, F |
Schneider, G |
Schneider, H |
Schneider, I |
Schneider, J |
Schneider, K |
Schneider, L |
Schneider, M |
Schneider, N |
Schneider, O |
Schneider, P |
Schneider, R |
Schneider, S |
Schneider, T |
Schneider, U |
Schneider, V |
Schneider, W |
Schneider, Y |
Schneiderb |
Schneidere |
Schneiderf |
Schneiderh |
Schneiderl |
Schneiderm |
Schneidero |
Schneiders |
Schneiderw
Die Liste der Biografien führt alle Personen auf, die in der deutschsprachigen Wikipedia einen Artikel haben. Dieses ist eine Teilliste mit 7 Einträgen von Personen, deren Namen mit den Buchstaben „Schneiderm“ beginnt.

## Schneiderm

### Schneiderma
- Schneiderman, Eric (* 1954), US-amerikanischer Jurist und Politiker (Demokratische Partei)Eric Schneiderman (* 1954)

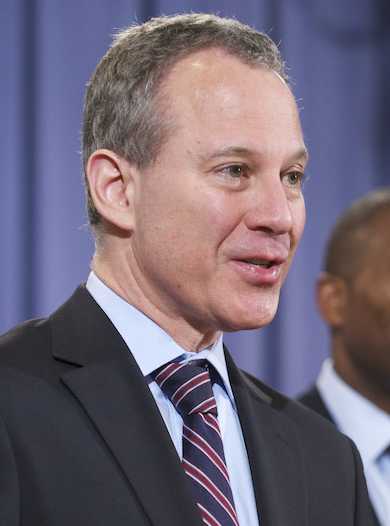
Eric Schneiderman (* 1954)

- Schneiderman, George (1894–1964), US-amerikanischer Kameramann
- Schneiderman, Helene (* 1955), US-amerikanische Opernsängerin (Mezzosopran)
- Schneiderman, Rob (* 1957), US-amerikanischer Jazz-Pianist, Komponist
- Schneiderman, Rose (1882–1972), US-amerikanische Gewerkschafterin
- Schneidermann, Daniel (* 1958), französischer Journalist
- Schneidermann, Deborah (* 2003), deutsche Schauspielerin